# 테이데 국립공원

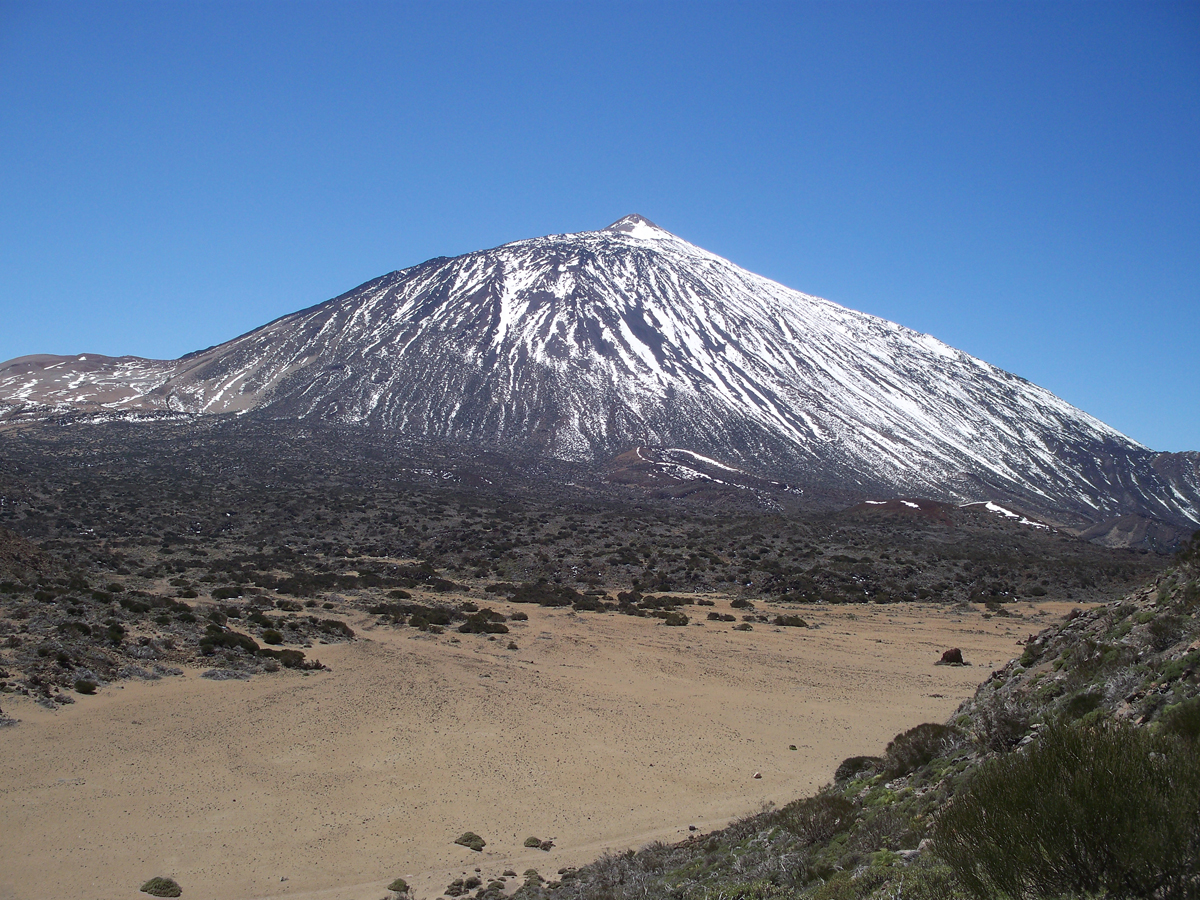
테이데 봉

테이데 국립공원(스페인어: Parque nacional del Teide)은 스페인 카나리아 제도 테네리페섬에 위치한 국립공원이다. 1954년에 국립공원으로 지정되었다. 2007년에는 국제 연합 교육 과학 문화 기구 (UNESCO)의 세계유산 (자연유산)에 등록되었다. 2007년에는 스페인의 12 보물로 선정되었다.

## 같이 보기
- 테네리페섬